# يومي

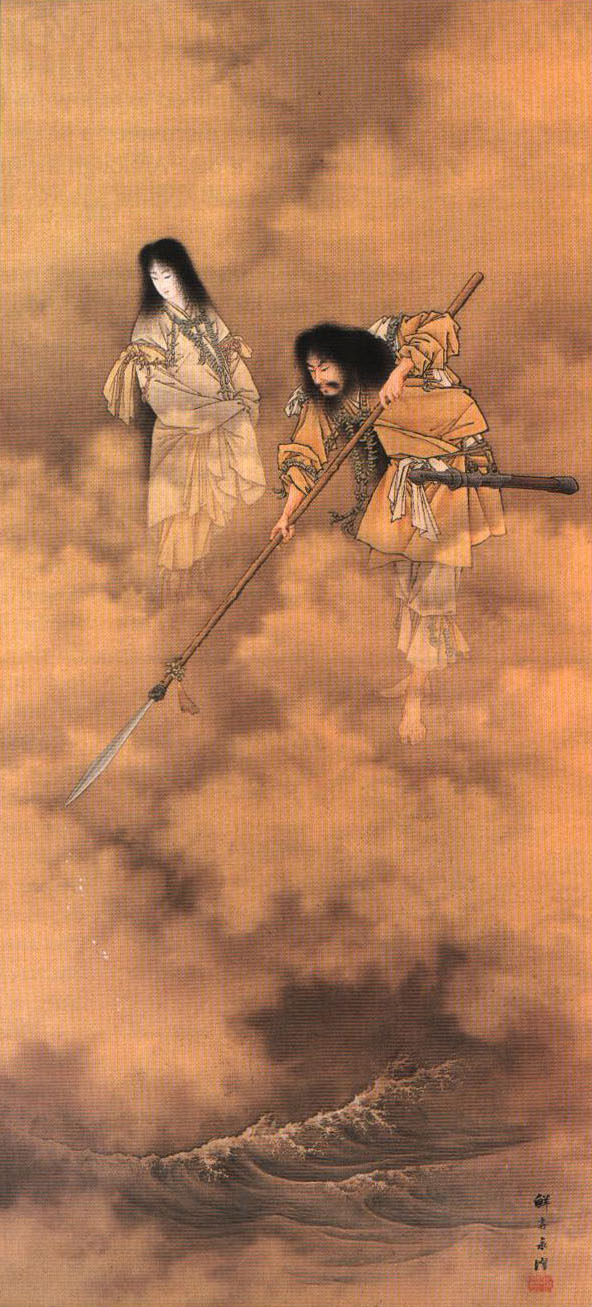
كوباياشي إيزانامي وإيزاناغي

يومي (باليابانية: 黄泉) وتعني «النبع الأصفر» وهو مكان في الميثولوجيا اليابانية يذكر في الكوجيكي أن مخلوقات مرعبة تسكنه وتحرسه حيث تذهب الأجسام الميتة فيه، حيث أن الجسد الذي يدخل إلى يومي يستحيل عليه العودة إلى أرض الحياة. يشابه يومي إلى حد كبير الجحيم أو جهنم ويقال إنه المكان الذي ذهبت إليه إزانامي بعد موتها، وهي تسيطر عليه وتحرسه. كما ذكر في الكوجيكي أن مدخل يومي يقع في مقاطعة إزومو.